# Eucalyptus pumila
Eucalyptus pumila är en myrtenväxtart som beskrevs av Cambage. Eucalyptus pumila ingår i släktet Eucalyptus och familjen myrtenväxter. Inga underarter finns listade i Catalogue of Life.